# Liste des ministres sud-africains des Affaires étrangères
Les ministres des relations internationales et de la coopération d'Afrique du Sud (anciennement Affaires étrangères jusqu'en 2009) sont compétents pour tout ce qui concerne les relations diplomatiques de l'Afrique du Sud avec les pays tiers. La fonction fut instituée sous le mandat de James Barry Hertzog. Jusqu'en 1955, elle était assumée par le premier ministre en titre.

## Liste des ministres sud-africains des Affaires étrangères
| #   | Nom du ministre            | Visuel | période                    | parti      |
| --- | -------------------------- | ------ | -------------------------- | ---------- |
| 1.  | James Barry Munnik Hertzog |        | 1927 - 1939                | NP puis UP |
| 2.  | Jan Smuts                  |        | 1939 - 1948                | UP         |
| 3.  | Daniel François Malan      |        | 1948 - 1954                | NP         |
| 4.  | JG Strijdom                |        | 1954 - 1955                | NP         |
| 5.  | Eric Louw                  |        | 1955 - 1964                | NP         |
| 6.  | Hilgard Muller             |        | 1964 - 1977                | NP         |
| 7.  | Pik Botha                  |        | 1977 - 1994                | NP         |
| 8.  | Alfred Nzo                 |        | 1994 - 1999                | ANC        |
| 9.  | Nkosazana Dlamini-Zuma     |        | 1999 - 2009                | ANC        |
| 10. | Maite Nkoana-Mashabane     |        | 2009 - 2018                | ANC        |
| 11. | Lindiwe Sisulu             |        | 2018 - 2019                | ANC        |
| 12. | Naledi Pandor              |        | 30 mai 2019 - 30 juin 2024 | ANC        |
| 13. | Ronald Lamola              |        | Depuis le 30 juin 2024     | ANC        |